# Erbium
Erbium is een scheikundig element met symbool Er en atoomnummer 68. Het is een zilverwit lanthanoïde.

## Ontdekking
Erbium is in 1843 ontdekt door de Zweedse chemicus Carl Gustaf Mosander tijdens het onderzoeken van mineralen. Hij noemde het naar Ytterby, waar het voor het eerst werd gevonden. In 1934 werd zuiver metallische erbium geïsoleerd door erbiumchloride te reduceren met kaliumdamp.

## Toepassingen
Erbium wordt veelal toegepast als fotografisch filter en de veerkrachtige eigenschap maakt het een bruikbaar additief in legeringen. Erbium wordt ook veel gebruikt in fotonica, omdat de band gap overeenkomt met de golflengte waarbij glasvezel de hoogste transmissie heeft. Andere toepassingen zijn:
- Verstevigingsmiddel in vezels.[bron?]
- In nucleaire installaties wordt erbium vanwege zijn neutronenabsorberende vermogen als neutronenvanger gebruikt.
- In de glasindustrie wordt erbiumoxide, dat een roze kleur heeft, gebruikt voor het kleuren van glas. Dit glas wordt vaak gebruikt voor zonnebrillen en goedkope juwelen.

## Opmerkelijke eigenschappen
Erbium is een vrij zacht en buigzaam metaal met een heldere metallieke glans dat bij standaard temperatuur en druk minder snel wordt aangetast in de lucht dan veel andere lanthanoïden. In zichtbaar licht, ultraviolet en nabij infrarood vertoont erbium een karakteristiek spectrum. De meeste zouten van erbium hebben een roze kleur.

## Verschijning
In de natuur komt erbium niet voor als vrij element, maar het komt voor in meerdere mineralen waarin ook andere lanthanoïden worden aangetroffen zoals gadoliniet, monaziet en bastnäsiet. De belangrijkste commerciële bronnen van erbium zijn de mineralen xenotiem en euxeniet.

## Isotopen
| Stabielste isotopen | Stabielste isotopen | Stabielste isotopen       | Stabielste isotopen       | Stabielste isotopen       | Stabielste isotopen       |
| Iso                 | RA (%)              | Halveringstijd            | VV                        | VE (MeV)                  | VP                        |
| ------------------- | ------------------- | ------------------------- | ------------------------- | ------------------------- | ------------------------- |
| 162Er               | 0,14                | stabiel met 94 neutronen  | stabiel met 94 neutronen  | stabiel met 94 neutronen  | stabiel met 94 neutronen  |
| 164Er               | 1,61                | stabiel met 96 neutronen  | stabiel met 96 neutronen  | stabiel met 96 neutronen  | stabiel met 96 neutronen  |
| 166Er               | 33,6                | stabiel met 98 neutronen  | stabiel met 98 neutronen  | stabiel met 98 neutronen  | stabiel met 98 neutronen  |
| 167Er               | 22,95               | stabiel met 99 neutronen  | stabiel met 99 neutronen  | stabiel met 99 neutronen  | stabiel met 99 neutronen  |
| 168Er               | 26,8                | stabiel met 100 neutronen | stabiel met 100 neutronen | stabiel met 100 neutronen | stabiel met 100 neutronen |
| 169Er               | syn                 | 9,4 d                     | β−                        | 2,124                     | 169Tm                     |
| 170Er               | 14,9                | stabiel met 102 neutronen | stabiel met 102 neutronen | stabiel met 102 neutronen | stabiel met 102 neutronen |

In de natuur komen zes stabiele erbiumisotopen voor waarvan 166Er ongeveer een derde uitmaakt. 23 radioactieve isotopen zijn bekend waarvan 169Er met een halveringstijd van 9,4 dagen het meest stabiel is.

## Toxicologie en veiligheid
Over de eventueel schadelijke gevolgen van erbium is nog weinig bekend. Het is te verwachten dat het vergelijkbaar is met andere lanthanoïden. Erbium in poedervorm is brandbaar.